# Nachrichtenübertragung
Als Nachrichtenübertragung (auch Nachrichtenübermittlung) bezeichnet man allgemein alle Systeme oder Organisationen, die mit der Übertragung von Informationen oder Daten zwischen Absender und Empfänger befasst sind. Komplementärbegriff ist die Nachrichtenbeförderung.

## Allgemeines
Nachrichtenübertragung ist erforderlich, sobald sich Absender und Empfänger gegenseitig außer Ruf- oder Sichtweite befinden. Sie dient der Raum- und Zeitüberbrückung. Der Begriff Nachrichtenübermittlung setzt sich zusammen aus den Begriffen Nachrichtenübertragung, der Übertragung von Nachrichten zwischen zwei technischen Geräten, und der Nachrichtenvermittlung, der zielgerichteten Organisation des Nachrichtenflusses in einem Telekommunikationsnetz zwischen bestimmten Teilnehmern. Nachrichten können Informationen, Reize, Befehle, Fragen, Antworten, Beobachtungen usw. sein. Sie werden vom Menschen durch Töne (z. B. Sprache) und Bilder erzeugt und über seine Sinnesorgane empfangen. Nachrichten sind somit an physische und geistige Fähigkeiten des Menschen gebunden. Die Nachrichtenübermittlung hat dabei die Aufgabe, diese Nachrichten durch Telekommunikationstechnik oder Kommunikationstechnik vom Absender zum Empfänger zu übertragen.

## Geschichte
Rauchzeichen zwecks Nachrichtenübermittlung gab es bereits in der Urgeschichte. Alle großen Kulturvölker, von den Azteken bis zu den Römern, verwendeten so genannte Vexilloide (lateinisch vexillum, „Fahne“), eine frühe Art der Standarte. Diese mit Emblemen aus Holz, Metall oder Leder verzierten Stangen fand man bereits als Abbildungen auf 5500 Jahre alten altägyptischen Tonwaren. Etwa 1000 vor Christus gab es die erste Taubenpost durch Brieftauben. Die Nachrichtentrommel kam zur gleichen Zeit in Westafrika zum Einsatz. Aischylos beschrieb in der Orestie im Jahre 458 v. Chr. die Feuerpost (Fackelpost), mit deren Hilfe im Trojanischen Krieg 1148 v. Chr. die Nachricht von der Einnahme Trojas verbreitet wurde. Der Bote Pheidippides überbrachte im August 490 v. Chr. nach der Schlacht bei Marathon die Nachricht vom Sieg über die Perser und war damit Vorläufer des heutigen Marathonlaufs. Im Jahre 405 v. Chr. kam ein Heliograf (Spiegeltelegraf) zum Einsatz. Im römischen Reich verwendeten die Römer auf dem Limes bis zum 6. Jahrhundert nach Christus Spiegel, Rauch, Feuersignale oder Posaunenstöße (lateinisch tubae) als Alarmzeichen. Flavius Vegetius Renatus erläuterte im 4. Jahrhundert nach Christus in seinem Abriss des Militärwesens (lateinisch Epitoma rei militaris): „Wenn Truppen getrennt sind, zeigen sie bei Nacht durch Feuer, bei Tag durch Rauch den Bundesgenossen an, was auf andere Weise nicht übermittelt werden kann.“ Im Spätmittelalter und in der frühen Neuzeit setzte man Kreidfeuer oder Lärmfeuer zur Signalisierung herannahender Gefahren ein. Später wurden Semaphore verwendet. 

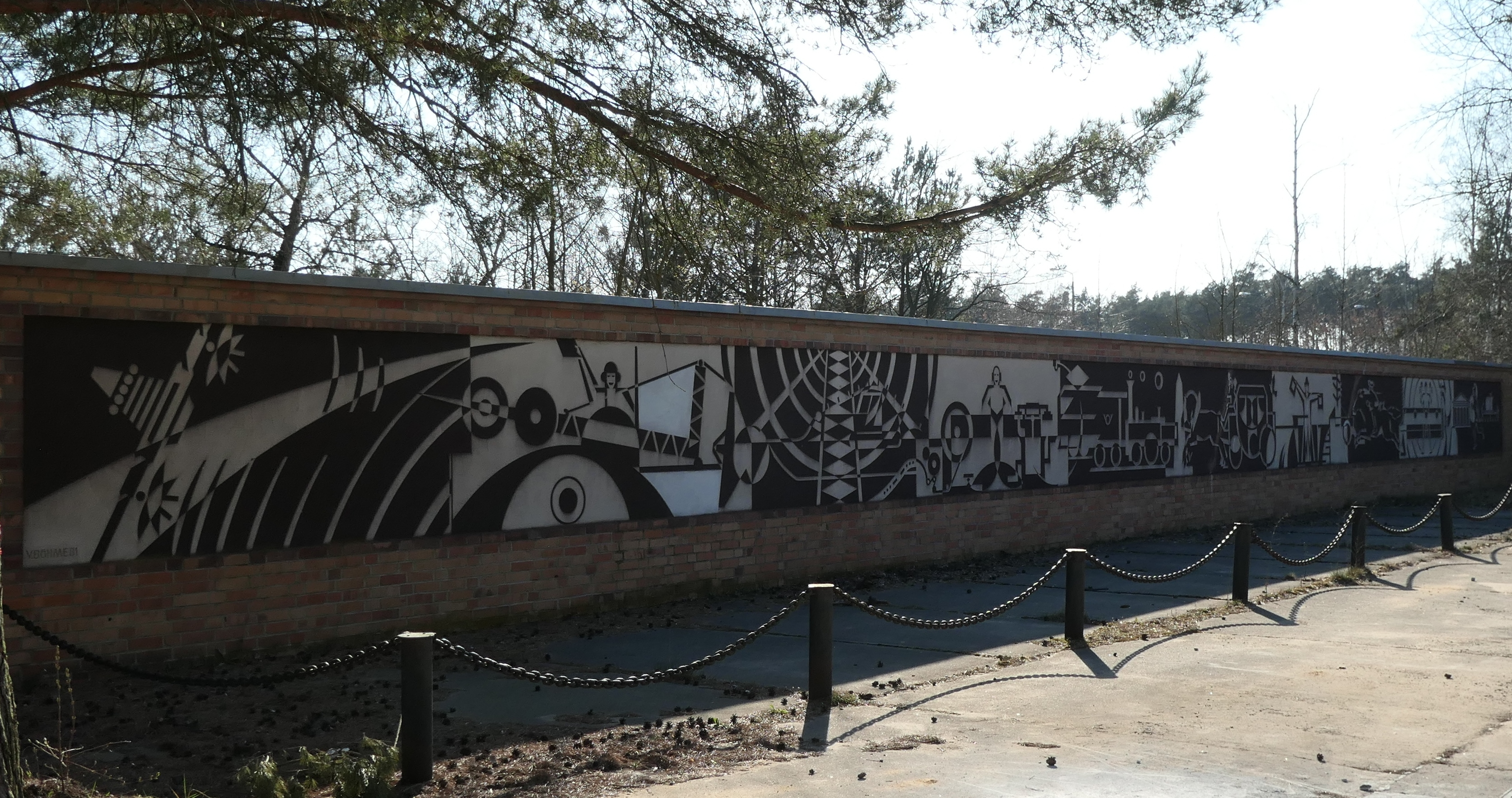
Der denkmalgeschützte Fries Geschichte der Nachrichtenübermittlung zeigt die Historie der Nachrichtenübertragung in zehn Bildern (von rechts) an einer Mauer in Ludwigsfelde.

Die im April 1833 durch Carl Friedrich Gauß und Wilhelm Eduard Weber erfundene elektrische Telegrafie erhielt mit dem von Samuel Morse im April 1838 konstruierten und 1844 verbesserten Schreibtelegrafen wichtige Impulse. Am 24. Mai 1844 sandte Morse die erste Telegrafie von Washington, D.C. nach Baltimore. Für die telegrafisch übermittelten Nachrichten wurde 1852 in den USA das Wort „Telegramm“ (englisch telegram) vorgeschlagen. Der Pony-Express mit Postreitern nahm nach einer Initiative von William Hepburn Russell am 3. April 1860 den Betrieb zwischen St. Joseph und Sacramento auf. Philipp Reis stellte am 26. Oktober 1861 in Frankfurt am Main das erste funktionstüchtige Telefon vor, Alexander Graham Bell erhielt für seine Konstruktion am 7. März 1876 in den USA ein Patent. Nachdem der Generalpostmeister Heinrich von Stephan einen Bericht in der „Scientific American“ vom 6. Oktober 1877 über Bells Gerät und seine Möglichkeiten gelesen hatte, wurden umgehend Exemplare bestellt und erprobt. Da Bell für Deutschland (wohl versehentlich) kein Patent beantragt hatte, konnte die Telegrafenbauanstalt Siemens & Halske das Telefongerät von Bell nachbauen und verbessern. Bereits 1877 erhöhte sich dort die Tagesproduktion auf bis zu 700 Geräte, von Stephan gab ihnen den Namen „Fernsprecher“. Guglielmo Marconi beantragte am 2. Juni 1896 das Patent für die Drahtlostelegrafie, die er am 27. Juli 1896 öffentlich vorstellte.
Im 20. Jahrhundert wurde die Telekommunikationstechnik durch wichtige Erfindungen revolutioniert. Die Entwicklung des Internets seit Oktober 1969 förderte die Digitalisierung, die neben digitalen Tonträgern auch die Bildträger (Fotografie, Film) erfasste. Als Erfinder der E-Mail gilt Ray Tomlinson, als er im November/Dezember 1971 eine internetbasierte E-Mail an sich selbst verschickte. Michael Rotert erhielt am 3. August 1984 in Deutschland die erste E-Mail. Der erste Fernkopierer gelangte am 28. Oktober 1974 als „Infotec 6000“ auf den Markt, die Deutsche Bundespost führte den Faxdienst „Telefax“ im Januar 1979 mit einer Übertragungszeit von drei Minuten pro DIN A4-Seite ein. Es folgten Teletex (März 1981), Bildschirmtext (Österreich im Juni 1982, Deutschland im September 1983) oder Videotext (WDR Fernsehen seit dem 3. Januar 1983, deutschlandweit seit Januar 1990). Die rasante IT-Industrialisierung brachte mit dem Motorola International 3200 im September 1991 das erste digitale GSM-fähige Mobiltelefon hervor, das die digitalen Medien ergänzte. Es löste auch in Deutschland ab dem Jahr 2000 einen regelrechten Handyboom aus.

## Arten
Allgemein ist zwischen analoger und digitaler Nachrichtenübermittlung zu unterscheiden:
- Analoge Nachrichtenübermittlung
  - von Schrift (Postsendungen durch Postunternehmen)
    - Brief
    - Postkarte
    - Drucksache
    - Fernschreiben
    - Telefax

  - von Sprache
    - Telefon
    - Rundfunk

  - von Bildern
    - Fernsehen
    - Optische Telegrafie
- Digitale Netze durch Netzbetreiber (Telekommunikationsnetzbetreiber oder Mobilfunknetzbetreiber)
  - Öffentlicher mobiler Landfunkdienst
    - Internet
      - E-Mail
      - IP-Telefonie

    - Mobilfunknetz
      - Short Message Service

    - Digitalradio
    - Digitales Fernsehen
    - Digitale Datenübertragung

  - Nichtöffentlicher mobiler Landfunkdienst (Digitalfunk der Behörden und Organisationen mit Sicherheitsaufgaben)
    - Polizeifunk
    - Rettungsdienst

  - sonstige geschlossene Netze
    - Mobiler Flugfunkdienst
    - Mobiler Seefunkdienst

Die Nachrichtenübertragung erfolgt dabei durch Träger, die das Nutzsignal transportieren. Es besteht die Tendenz, dass einstmals analoge Systeme digitalisiert werden wie beispielsweise der Polizeifunk (amtlich: „nicht-öffentlicher mobiler UKW-Landfunkdienst der Polizei“).

## Vorgang
Bei der elektrischen Nachrichtenübertragung werden zur Übermittlung von Nachrichten Spannungen und Ströme sowie elektrische und magnetische Felder eingesetzt. Die Übertragung beginnt mit der Nachrichtenquelle, die die Nachrichten aussendet, und endet bei dem Empfänger. Zwischen beiden liegt das elektrische Nachrichtenübertragungssystem (Kommunikationssystem).

## Bedeutung
Die Nachrichtenübertragung ist für die menschliche Kommunikation unerlässlich. Sie verursacht für den Absender und/oder Empfänger (Teilnehmer) im Regelfall Gebühren (Briefporto, Telefongebühren), die zu den Informationskosten gehören. Diesen steht der Informationswert gegenüber, der durch die Nachrichtenübertragung für den Nutzer entsteht. Er nutzt die Nachrichtenübermittlung so lange, bis die Informationskosten den Informationswert erreichen.